# Trichomacronema tamdao
Trichomacronema tamdao är en nattsländeart som beskrevs av Malicky 1998. Trichomacronema tamdao ingår i släktet Trichomacronema och familjen ryssjenattsländor. Inga underarter finns listade i Catalogue of Life.